# Portugal en la Copa Mundial de Fútbol de 2010
La Selección de Portugal fue uno de los 32 equipos participantes de la Copa Mundial de Fútbol de 2010, que se realizó en Sudáfrica.
Llegó al Mundial luego de haber obtenido el segundo lugar en el Grupo 1 de la clasificación europea y posteriormente derrotar a Bosnia y Herzegovina en la repesca, con un marcador global de 2:0.
Entre sus jugadores destacaron figuras como Cristiano Ronaldo, Simão Sabrosa, Bruno Alves y Deco, bajo la conducción técnica del entrenador Carlos Queiroz.

## Clasificación
Luego de la disputa del Grupo 1, Portugal culminó en la segunda posición por lo que se clasificó para disputar una serie de repesca frente a Bosnia y Herzegovina en noviembre de 2009.

### Grupo 1
| Equipo    | Pts | PJ | PG | PE | PP | GF | GC | Dif |
| --------- | --- | -- | -- | -- | -- | -- | -- | --- |
| Dinamarca | 21  | 10 | 6  | 3  | 1  | 16 | 5  | 11  |
| Portugal  | 19  | 10 | 5  | 4  | 1  | 17 | 5  | 12  |
| Suecia    | 18  | 10 | 5  | 3  | 2  | 13 | 5  | 8   |
| Hungría   | 16  | 10 | 5  | 1  | 4  | 10 | 8  | 2   |
| Albania   | 7   | 10 | 1  | 4  | 5  | 6  | 13 | -7  |
| Malta     | 1   | 10 | 0  | 1  | 9  | 0  | 26 | -26 |

| Fecha                    | Lugar      |           |                      | Resultado                                                           |                      |           |
| ------------------------ | ---------- | --------- | -------------------- | ------------------------------------------------------------------- | -------------------- | --------- |
| 6 de septiembre de 2008  | Ta' Qali   | Malta     | Bandera de Malta     | 0:4 (0:1) Archivado el 13 de junio de 2009 en Wayback Machine.      | Bandera de Portugal  | Portugal  |
| 10 de septiembre de 2008 | Lisboa     | Portugal  | Bandera de Portugal  | 2:3 (1:0) Archivado el 1 de abril de 2009 en Wayback Machine.       | Bandera de Dinamarca | Dinamarca |
| 11 de octubre de 2008    | Solna      | Suecia    | Bandera de Suecia    | 0:0 Archivado el 2 de mayo de 2009 en Wayback Machine.              | Bandera de Portugal  | Portugal  |
| 15 de octubre de 2008    | Braga      | Portugal  | Bandera de Portugal  | 0:0 Archivado el 23 de enero de 2009 en Wayback Machine.            | Bandera de Albania   | Albania   |
| 28 de marzo de 2009      | Porto      | Portugal  | Bandera de Portugal  | 0:0 Archivado el 30 de marzo de 2009 en Wayback Machine.            | Bandera de Suecia    | Suecia    |
| 6 de junio de 2009       | Tirana     | Albania   | Bandera de Albania   | 1:2 (1:1) Archivado el 12 de junio de 2009 en Wayback Machine.      | Bandera de Portugal  | Portugal  |
| 5 de septiembre de 2009  | Copenhague | Dinamarca | Bandera de Dinamarca | 1:1 (1:0) Archivado el 8 de septiembre de 2009 en Wayback Machine.  | Bandera de Portugal  | Portugal  |
| 9 de septiembre de 2009  | Budapest   | Hungría   | Bandera de Hungría   | 0:1 (0:1) Archivado el 12 de septiembre de 2009 en Wayback Machine. | Bandera de Portugal  | Portugal  |
| 10 de octubre de 2009    | Lisboa     | Portugal  | Bandera de Portugal  | 3:0 (1:0) Archivado el 13 de octubre de 2009 en Wayback Machine.    | Bandera de Hungría   | Hungría   |
| 14 de octubre de 2009    | Guimarães  | Portugal  | Bandera de Portugal  | 4:0 (2:0) Archivado el 17 de octubre de 2009 en Wayback Machine.    | Bandera de Malta     | Malta     |

### Repesca contra Bosnia y Herzegovina
La selección de Portugal que finalizó en el segundo lugar de su grupo, jugó una eliminación directa contra Bosnia y Herzegovina, que ocupó el segundo lugar del Grupo 5, siendo Portugal cabeza de serie. Portugal venció a Bosnia y Herzegovina en los dos partidos por la mínima diferencia.
| 14 de noviembre de 2009, 20:30 (UTC) | Portugal        | 1:0 (1:0) | Bosnia y Herzegovina | Estádio da Luz, Lisboa                                                   |                                                                          |
|                                      | Bruno Alves 31' | Reporte   |                      | Asistencia: 60.588 espectadores Árbitro(s): Martin Atkinson (Inglaterra) | Asistencia: 60.588 espectadores Árbitro(s): Martin Atkinson (Inglaterra) |

| 18 de noviembre de 2009, 20:45 (UTC+1) | Bosnia y Herzegovina | 0:1 (0:0) (Global 0:2) | Portugal          | Estadio Bilino Polje, Zenica         |                                      |
|                                        |                      | Reporte                | Raul Meireles 56' | Árbitro(s): Roberto Rosetti (Italia) | Árbitro(s): Roberto Rosetti (Italia) |

## Jugadores
| #     | Nombre            | Posición      | Edad | PJ Sel | Club                  |
| ----- | ----------------- | ------------- | ---- | ------ | --------------------- |
| 1     | Eduardo           | Portero       | 27   | 14     | Sporting Braga        |
| 2     | Bruno Alves       | Defensa       | 28   | 30     | Porto                 |
| 3     | Paulo Ferreira    | Defensa       | 31   | 61     | Chelsea               |
| 4     | Rolando           | Defensa       | 31   | 8      | Porto                 |
| 5     | Duda              | Defensa       | 29   | 15     | Málaga                |
| 6     | Ricardo Carvalho  | Defensa       | 32   | 62     | Chelsea               |
| 7     | Cristiano Ronaldo | Delantero     | 25   | 71     | Real Madrid           |
| 8     | Pedro Mendes      | Mediocampista | 30   | 7      | Sporting de Lisboa    |
| 9     | Liédson           | Delantero     | 32   | 9      | Sporting de Lisboa    |
| 10    | Danny             | Delantero     | 26   | 10     | Zenit San Petersburgo |
| 11    | Simão             | Delantero     | 30   | 80     | Atlético de Madrid    |
| 12    | Beto              | Portero       | 28   | 1      | Porto                 |
| 13    | Miguel            | Defensa       | 30   | 56     | Valencia              |
| 14    | Miguel Veloso     | Mediocampista | 24   | 11     | Sporting de Lisboa    |
| 15    | Pepe              | Mediocampista | 27   | 24     | Real Madrid           |
| 16    | Raul Meireles     | Mediocampista | 27   | 33     | Porto                 |
| 17    | Ruben Amorim      | Mediocampista | 25   | -      | Benfica               |
| 18    | Hugo Almeida      | Delantero     | 25   | 25     | Werder Bremen         |
| 19    | Tiago             | Mediocampista | 29   | 50     | Atlético de Madrid    |
| 20    | Deco              | Mediocampista | 32   | 73     | Chelsea               |
| 21    | Ricardo Costa     | Defensa       | 29   | 8      | Lille                 |
| 22    | Daniel Fernandes  | Portero       | 26   | 2      | Iraklis               |
| 23    | Fábio Coentrão    | Mediocampista | 22   | 3      | Benfica               |
| D. T. | Carlos Queiroz    |               |      |        |                       |

## Participación

### Grupo G
| Equipo          | Pts | PJ | PG | PE | PP | GF | GC | Dif |
| --------------- | --- | -- | -- | -- | -- | -- | -- | --- |
| Brasil          | 7   | 3  | 2  | 1  | 0  | 5  | 2  | 3   |
| Portugal        | 5   | 3  | 1  | 2  | 0  | 7  | 0  | 7   |
| Costa de Marfil | 4   | 3  | 1  | 1  | 1  | 4  | 3  | 1   |
| Corea del Norte | 0   | 3  | 0  | 0  | 3  | 1  | 12 | -11 |

- Nota: la hora mostrada corresponde a la hora local de Sudáfrica (UTC+2).

| 15 de junio de 2010, 16:00 | Costa de Marfil | 0:0     | Portugal | Estadio Nelson Mandela Bay, Port Elizabeth                            |                                                                       |
|                            |                 | Reporte |          | Asistencia: 37.034 espectadores Árbitro(s): Jorge Larrionda (Uruguay) | Asistencia: 37.034 espectadores Árbitro(s): Jorge Larrionda (Uruguay) |

| 21 de junio de 2010, 13:30 | Portugal                                                                            | 7:0 (1:0) | Corea del Norte | Estadio Green Point, Ciudad del Cabo                           |                                                                |
|                            | Meireles 28' · Simão 52' · Almeida 55' · Tiago 59', 88' · Liédson 80' · Ronaldo 86' | Reporte   |                 | Asistencia: 63.644 espectadores Árbitro(s): Pablo Pozo (Chile) | Asistencia: 63.644 espectadores Árbitro(s): Pablo Pozo (Chile) |

| 25 de junio de 2010, 16:00 | Portugal | 0:0     | Brasil | Estadio Moses Mabhida, Durban                                         |                                                                       |
|                            |          | Reporte |        | Asistencia: 62.712 espectadores Árbitro(s): Benito Archundia (México) | Asistencia: 62.712 espectadores Árbitro(s): Benito Archundia (México) |

### Octavos de final
| 29 de junio de 2010, 20:30 | España    | 1:0 (0:0) | Portugal | Estadio Green Point, Ciudad del Cabo                                    |                                                                         |
|                            | Villa 62' | Reporte   |          | Asistencia: 62.955 espectadores Árbitro(s): Héctor Baldassi (Argentina) | Asistencia: 62.955 espectadores Árbitro(s): Héctor Baldassi (Argentina) |